# 裵憲
裵 憲（ペ・ホン、朝鮮語: 배헌、1896年4月27日 - 1955年3月3日）は、日本統治時代の朝鮮の独立運動家、大韓民国の政治家。制憲韓国国会議員。

## 経歴
全北裡里（現・益山市）出身。1913年に満洲に亡命し、満洲新興武官学校に入学した。1917年から1919年までは武官学校学友会討論部長を務め、新興武官学校卒業後は吉林省北路軍政署との連絡業務やスヴォボードヌイ（自由市）からの武器購入業務などを行った。1924年に朝鮮に帰国し、東亜日報裡里支局の記者となり、1925年2月に益山郡の被災者を支援するとして救飢会を成立し常務執行委員を務めた。同年3月に裡里印刷工親睦会を創設し顧問を務めた。同年5月に全北記者大会準備委員・書記、1926年1月に裡里精米搗精組合創立者・組合長、益山労働連盟創立大会執行委員、同年7月に裡里青年会発起会出席代表、第1回全北青年連盟大会臨時会長・調査委員を務めた。1927年、新幹会益山支部の成立に向けて檄文を発表したため、警察に逮捕され6か月間投獄された。1928年4月に任実青年同盟会館を設立し、同月に全北記者大会の司会者を務めたが、大会の構成や討議案を警察に届け出さなかったため、治安維持法違反で検挙され、1か月後に不起訴処分を受けて釈放された。1931年に裡里野球協会を設立し、副会長を務めた。1934年に裡里公立普通学校学級増設期成会役員を、1939年に裡里日出小学校後援会幹部を務めた。光復後は裡里農大期成会代表、裡里府庁政治顧問、裡里中学院理事長、大韓食糧公社監事、全北商工会議所副会長を務めた。政界では1948年の初代総選挙に無所属で裡里選挙区から当選し、国会憲法および政府組織法起草委員、内務治安委員会委員、無所属倶楽部の三一倶楽部憲法対策懇談会代表を務めたが、1950年の第2代総選挙に大韓国民党の候補者として出馬し落選した。また、1948年8月に反民族行為処罰法特別起草委員に任命され、同年12月に趙素昻系の社会党発起人大会副会長、1949年8月に大韓労農党結成準備委員会総務、1950年1月に大韓国民党副委員長を務めた。

## 賞勲
1991年、建国勲章愛国章を追叙された。